# اروین فروکن
اروین فروکن (انگلیسی: Erwin Vervecken؛ زادهٔ ۲۳ مارس ۱۹۷۲) دوچرخه‌سوار اهل بلژیک است.
وی در مسابقات کشوری و بین‌المللی در مجموع برندهٔ ۳ مدال طلا، ۳ مدال نقره، ۲ مدال برنز شده‌است.